# ژان بیدو
ژان بیدو (فرانسوی: Jean Bidot‎; ۲۳ ژانویهٔ ۱۹۰۵ – ۱۷ اکتبر ۱۹۸۶) دوچرخه‌سوار اهل فرانسه بود.